# Rafael Acosta
Rafael Eduardo Acosta Cammarota (Caracas, Distrito Federal, Venezuela, 13 de febrero de 1989) es un futbolista venezolano que juega como centrocampista en la Academia Puerto Cabello de la Primera División de Venezuela.

## Biografía y trayectoria
A los trece años, Rafael Acosta tomó la decisión de viajar a Italia a probar suerte en un campamento en el AC Milan, el cual significó el inicio de un camino que lo tiene actualmente en el equipo Sub-20 del Cagliari.
En el torneo liguero estuvo convocado en una ocasión, ante la Roma, pero no ha llegado a debutar, tanto con el anterior técnico como el actual (Massimiliano Allegri) le han tenido entrenando con el equipo de la Serie A, aunque juega con el equipo Sub-20.
El 12 de diciembre de 2007 debuta con el Cagliari de la Serie A en la Copa de Italia en los octavos de final contra el UC Sampdoria con victoria de su equipo 1-0, disputando 44 minutos del segundo tiempo.
En los actuales momentos formaba parte del equipo primavera, estuvo en la campaña 2005/2006 en el equipo Allievi (Cagliari sub-17) en donde disputó 22 partidos y marcó dos goles. El Cagliari le renovó contrato por 3 años para lograr así el ascenso al equipo primavera (Cagliari sub-20), donde en la temporada de 2006/2007 no ve acción, en la temporada 2007/2008 con el equipo primavera disputa 21 partidos.
En la temporada 2008/2009 sube al primer equipo del Cagliari de la Serie A de Italia.
El Cagliari de Italia había anunciado que lo vendería a un equipo español, negociación con la cual el jugador estaba totalmente de acuerdo, pero al enterarse de que su nuevo equipo no le iba a dar permiso para participar de la preparación al Mundial Sub-20 2009, inmediatamente rechazó la negociación. En el mes de septiembre del 2010 está entrenándose con el FC Cartagena y los directivos de este club decidirán si darle una ficha administrativa para poder jugar con el club, pues tienen una ficha libre.
Con un nombre consolidado por su hazaña de clasificar al Mundial Sub-20. Acosta regresa a Venezuela en 2011 con Mineros de Guayana siendo una de las figuras del equipo negriazul en el mediocampo. Se ganó el respeto de la afición minerista que lo cataloga como uno de los jugadores más importantes en la historia de la institución. 
Acosta, pese a contar con varias ofertas en el fútbol venezolano, mantuvo como deseo regresar al fútbol exterior. En enero de 2017 ficha por el Club Olimpia de la Primera División de Paraguay por un año. Los seguidores de Mineros de Guayana se mostraron sorprendidos por la noticia, sin embargo no dejaron de enviar mensajes de felicitaciones al jugador a través de las redes sociales. Al no ser tenido en cuenta el primer semestre fue cedido a préstamo al Independiente de Campo Grande para disputar el segundo semestre del 2017.
Tras último año en Paraguay y culminar su contrato con el Cagliari Calcio de la Serie A (Italia) se convirtió en agente libre por 6 meses. Tras recuperarse de una dolencia y ponerse en forma decide proseguir su carrera en la Primera División de Chipre fichando por el club Alki Oroklini por 1 temporada.

## Selección nacional

### Selección Sub-20
Con la Sub-20 de Venezuela fue convocado en 2008 para ir a la gira a Argentina disputó varios amistosos contra clubes de Argentina, luego viajaron rumbo a Uruguay para disputar el cuadrangular Ciudad de Trinidad jugando los 3 partidos.
Llevó la camisa con el número 20 en el Sudamericano Sub-20 de 2009. En la primera fase disputó 4 partidos (todos de titular) contra Argentina, Ecuador, Perú y Colombia quedando su equipo de primero con 6 puntos clasificando a la fase final, en la fase final disputó 4 partidos (todos de titular) contra Colombia, Paraguay, Argentina y Uruguay marcándole un gol a Uruguay quedando en cuarto lugar con 7 puntos clasificando al Mundial Sub-20 2009 en total en el Sudamericano 2009 disputó 8 partidos (todos de titular), marcando 1 gol, jugando 631 minutos y recibiendo 4 tarjetas amarillas.
Disputaron varios torneos como preparación para el Mundial Sub-20 2009 disputando el hexagonal "Copa Tarek William Saab" jugando 3 partidos (2 de titular), recibiendo 1 tarjeta amarilla y 1 roja, luego viajaron rumbo a Valencia para disputar el Torneo Sub-20 de l'Alcúdia quedando subcampeones, disputó 3 partidos (1 de titular), jugando 115 minutos.

### Selección de mayores
Debutó en la Selección de fútbol de Venezuela en un partido amistoso disputado contra Siria el 20 de agosto de 2008 disputado en el Estadio José Antonio Anzoátegui de Puerto La Cruz con victoria de 4-1, disputando 21 minutos del segundo tiempo.
Debutó en una Eliminatoria Mundialista en su partido 3 con la selección contra Argentina el 28 de marzo de 2009 disputado en Buenos Aires con derrota de su equipo 0-4, disputando tan solo 6 minutos del segundo tiempo sustituyendo a Jorge Alberto Rojas.

## Participaciones internacionales

### Campeonato Sudamericano Sub-20
| Sudamericano Sub-20 | Sede      | Resultado  | PJ | Goles |
| ------------------- | --------- | ---------- | -- | ----- |
| Sudamericano 2009   | Venezuela | Fase final | 8  | 1     |

### Copa Mundial Sub-20
| Mundial Sub-20      | Sede   | Resultado        | PJ | Goles |
| ------------------- | ------ | ---------------- | -- | ----- |
| Mundial Sub-20 2009 | Egipto | Octavos de final | 2  | 0     |

### Participaciones en eliminatorias mundialistas
| Eliminatorias     | Resultado | PJ | Goles |
| ----------------- | --------- | -- | ----- |
| Eli. Mundial 2010 | 8.º lugar | 2  | 0     |

## Clubes

### Juvenil
| Club            | País   | Año       | PJ | Goles |
| --------------- | ------ | --------- | -- | ----- |
| Cagliari Sub-17 | Italia | 2005-2006 | 22 | 2     |
| Cagliari Sub-20 | Italia | 2006-2009 | 21 | 0     |

### Profesional
| Club                          | País      | Año         | PJ  | Goles |
| ----------------------------- | --------- | ----------- | --- | ----- |
| Cagliari                      | Italia    | 2009        | 1   | 0     |
| Diagoras (Préstamo)           | Grecia    | 2010        | 9   | 1     |
| Cagliari                      | Italia    | 2010 - 2011 | 1   | 0     |
| Murcia (Préstamo)             | España    | 2011        | 13  | 1     |
| Mineros de Guayana (Préstamo) | Venezuela | 2011 - 2016 | 137 | 14    |
| Club Olimpia (Préstamo)       | Paraguay  | 2017        | 3   | 0     |
| Independiente (Préstamo)      | Paraguay  | 2017        | 10  | 1     |
| Alki Oroklini                 | Chipre    | 2018 - 2019 | 28  | 2     |
| Olympiakos Nicosia FC         | Chipre    | 2019 - 2020 | 17  | 1     |
| ACSM Politehnica Iasi         | Rumania   | 2020 - 2021 | 8   | 0     |
| Alki Oroklini                 | Chipre    | 2021 - 2022 | 0   | 0     |
| Omonia Aradippou              | Chipre    | 2022 - 2023 | 11  | 2     |
| Academia Puerto Cabello       | Venezuela | 2024        | 0   | 0     |